# Кубаба
Кубаба (у Вајднер хроници или Chronicle of É-sagila), једина је краљица на списку краљева Сумера, који наводи да је владала 100 година - отприлике у раном династијском III периоду (око 2500–2330. п. н. е.) сумерске историје. У раном хетитском периоду била је обожавана као богиња.

## Краљица
Кубаба је једна од ретких жена које су икада саме владале у историји Месопотамије. Већина верзија краљевског списка сврстава је једину у њену сопствену династију, 3. династију Киша, након пораза Шарумитера града-државе Мари, али друге верзије је повезују са 4. династијом, која је следила примат краља Акшака. Пре него што је постала монарх, списак краљева каже да је била продавачица пива але.
Њен син Пузур-Суен и унук Ур-Забаба пратили су је на престолу Сумера као четврта династија Киш на листи краљева, у неким примерцима као њени директни наследници, у другима са интервенцијом династије Акшак. Ур-Забаба је такође познат и као краљ за кога се говори да је владао у Сумеру током младости Саргона Великог из Акада, који је недуго затим војно ставио под свој надзор већи део Блиског истока.

## Богиња
Светилишта у част Кубабе проширила су се широм Месопотамије. У области Хурита, она се може поистоветити са Кебатом или Хепатом, једним од имена богиње Хуритске мајке Ханаханах (од Хуритског ханах, „мајка“). 
Кубаба је постала богиња заштитница древног града Каркемиша на горњем Еуфрату, у касном Хуритском/раном Хетитском периоду. Рељефне резбарије, које се сада налазе у Музеју анадолијских цивилизација (Anadolu Medeniyetleri Müzesi), у Анкари, приказују је како седи, носи цилиндрични покривач за главу попут полоса и држи вероватно тимпанон (ручни бубањ) или можда огледало у једној руци и мак (или можда шипак) у другој. Она игра улогу у лувијским текстовима и мању улогу у хетитским текстовима, углавном у хуритским ритуалима.
Према Емануелу Ларошу, Мартену Ј. Вермасерену и Марку Муну, њен култ се касније проширио и њено име је прилагођено главној богињи хетитских наследничких краљевина у Анадолији. Ово божанство се касније развило у фригијску Matar Kubileya („мајку Кибелу“), које је било приказано у петроглифима и поменуто у пратећим натписима. Фригијска богиња иначе мало личи на Кубабу, која је - према Херодоту - била суверено божанство у Сарду.
Њено лидијско име је Кував или Куфав које су Јонијски Грци прво писали Кибебе, а не Кибеле; Јан Бремер бележи у овом контексту из 7. века Семониде из Аморгоса, који једног од њених хеленских следбеника назива кибебос. Бремер примећује да је у следећем веку она додатно хеленизована од Хипонакса, као "Кибебе, ћерка Зевсова".